# 頂橋子頭
頂橋子頭，原寫為頂橋仔頭，是臺灣臺中市南區、東區交界地帶的一個傳統地域名稱，位於兩區交界地帶南半段，即南區東部、東區西南部。相較於今日行政區，其範圍大致包括南區的城隍里不含東北端、長春里西南端、長榮南大半部、新榮里不含東北端及西北端，江川里不含西南端、德義里、積善里、南門里、國光里，東區的東興里、振興里南部、東橋里西北部，另外還包括大里區永隆里的西北端。

## 歷史
台灣清治末期至日治初期，頂橋子頭地區為一街庄，稱為「頂橋仔頭庄」，隸屬於藍興堡。該庄西北與公館庄為鄰，北與臺中街為鄰，東北與旱溪庄為鄰，東邊及南邊為內新庄、涼傘樹庄，西邊為下橋仔頭庄。
1901年（日治明治三十四年）11月，全台廢縣廳改設二十廳，該庄隸屬於臺中廳。1903年（明治三十六年）6月，該庄編入「臺中區」，隸屬於臺中廳。1909年（明治四十二年）10月，合併二十廳為十二廳，臺中區隸屬不變。1920年（大正九年），全台地方制度大改正，廢十二廳改設五州二廳，該庄改制並雅化為「頂橋子頭」大字，隸屬於臺中州轄臺中市。
戰後本地區分割成兩部分，分別劃入南區及東區，均隸屬於臺灣省轄臺中市，大字改亦制為里。2010年12月，臺中縣市合併為直轄臺中市，南區及東區隸屬不變。

## 聚落
本地區發展較早的聚落有新庄仔、頂橋仔頭、朱厝等，在日治期初期的官方地圖上已有記載。

## 交通
台鐵山線大致以東北東—西南西走向經過頂橋子頭地區西北部邊界地帶。境內未設站，北側最近的是臺中車站，屬特等站，各級列車均有停靠；南側最近的是大慶車站，屬簡易站，僅停靠區間快車及區間車。由此等可前往台鐵沿線各站。
省道台3線（建成路、國光路）俗稱「內山公路」，是臺北至屏東的幹道，大致以東北東—西南西走向轉北北西—南南東走向再轉北向南經過本地區。由該道路向東北東轉北可前往北屯、潭子、豐原、石岡等地，向南可前往大里、霧峰、草屯、南投等地。
省道台63線（忠明南路、五權南路）又稱「中投公路」，是台中市南區至南投縣草屯的幹道，其北側端點位於本地區南部省道台3線路口。由此向西至邊界外緣轉南沿邊界而而，出境後可前往大里、草屯並止於省道台14乙線路口。
市道136號（自由路一段、國光路、復興路三段）是臺中市龍井區至南投縣國姓鄉龜溝的道路，大致先以西向東轉西南西—東北東走向經過本地區西北部凸出地區的西側尖部，再以北北西—南南東走向轉西南西—東北東走向經過同地區的東側尖部。由該道路向西轉西北西可前往南屯、國道1號南屯交流道、大肚東北部邊界地帶、龍井東部、沙鹿西南部、梧棲與龍井交界地帶並止於省道台17線路口，向東北東轉南南東再轉東再轉東南可前往太平、國姓並止於省道台14線路口。

## 學校
- 國立中興大學
- 臺中高農
- 明德女中
- 東峰國中
- 國光國小
- 大智國小（西大半部）

## 廟宇
- 台中市城隍廟